# 黒松内町
黒松内町（くろまつないちょう）は、北海道後志総合振興局管内の南端にある町。寿都郡所属。

## 地理
ブナ北限の地として知られている。海に面していない内陸の町であるが、太平洋側（海に面しているのは長万部町）、日本海側（同じく、寿都町）とも町境から海岸線までの距離はわずか200m程度である。
- 河川：朱太川

### 隣接している自治体
- 胆振総合振興局
  - 虻田郡：豊浦町
- 渡島総合振興局
  - 山越郡：長万部町
- 後志総合振興局
  - 島牧郡：島牧村
  - 寿都郡：寿都町
  - 磯谷郡：蘭越町

### 気候
| 黒松内（1991年 - 2020年）の気候    | 黒松内（1991年 - 2020年）の気候 | 黒松内（1991年 - 2020年）の気候 | 黒松内（1991年 - 2020年）の気候 | 黒松内（1991年 - 2020年）の気候 | 黒松内（1991年 - 2020年）の気候 | 黒松内（1991年 - 2020年）の気候 | 黒松内（1991年 - 2020年）の気候 | 黒松内（1991年 - 2020年）の気候 | 黒松内（1991年 - 2020年）の気候 | 黒松内（1991年 - 2020年）の気候 | 黒松内（1991年 - 2020年）の気候 | 黒松内（1991年 - 2020年）の気候 | 黒松内（1991年 - 2020年）の気候 |
| 月                                 | 1月                             | 2月                             | 3月                             | 4月                             | 5月                             | 6月                             | 7月                             | 8月                             | 9月                             | 10月                            | 11月                            | 12月                            | 年                              |
| ---------------------------------- | ------------------------------- | ------------------------------- | ------------------------------- | ------------------------------- | ------------------------------- | ------------------------------- | ------------------------------- | ------------------------------- | ------------------------------- | ------------------------------- | ------------------------------- | ------------------------------- | ------------------------------- |
| 最高気温記録 °C （°F）             | 9.7 (49.5)                      | 13.1 (55.6)                     | 15.5 (59.9)                     | 24.1 (75.4)                     | 31.9 (89.4)                     | 31.0 (87.8)                     | 34.5 (94.1)                     | 34.0 (93.2)                     | 31.1 (88)                       | 26.5 (79.7)                     | 21.9 (71.4)                     | 13.7 (56.7)                     | 34.5 (94.1)                     |
| 平均最高気温 °C （°F）             | −0.6 (30.9)                     | 0.1 (32.2)                      | 3.9 (39)                        | 10.3 (50.5)                     | 16.3 (61.3)                     | 19.8 (67.6)                     | 23.4 (74.1)                     | 25.0 (77)                       | 22.1 (71.8)                     | 15.8 (60.4)                     | 8.2 (46.8)                      | 1.5 (34.7)                      | 12.2 (54)                       |
| 日平均気温 °C （°F）               | −4.1 (24.6)                     | −3.7 (25.3)                     | −0.2 (31.6)                     | 5.2 (41.4)                      | 10.8 (51.4)                     | 15.0 (59)                       | 19.1 (66.4)                     | 20.5 (68.9)                     | 16.6 (61.9)                     | 10.0 (50)                       | 3.5 (38.3)                      | −2.1 (28.2)                     | 7.5 (45.5)                      |
| 平均最低気温 °C （°F）             | −8.8 (16.2)                     | −8.8 (16.2)                     | −5.2 (22.6)                     | −0.2 (31.6)                     | 5.3 (41.5)                      | 10.9 (51.6)                     | 15.7 (60.3)                     | 16.7 (62.1)                     | 11.3 (52.3)                     | 4.1 (39.4)                      | −1.1 (30)                       | −6.1 (21)                       | 2.8 (37)                        |
| 最低気温記録 °C （°F）             | −27.8 (−18)                     | −27.0 (−16.6)                   | −21.1 (−6)                      | −11.2 (11.8)                    | −3.0 (26.6)                     | 0.1 (32.2)                      | 4.3 (39.7)                      | 5.4 (41.7)                      | −0.2 (31.6)                     | −4.9 (23.2)                     | −14.4 (6.1)                     | −23.6 (−10.5)                   | −27.8 (−18)                     |
| 降水量 mm （inch）                 | 125.3 (4.933)                   | 99.8 (3.929)                    | 85.2 (3.354)                    | 84.5 (3.327)                    | 95.8 (3.772)                    | 83.6 (3.291)                    | 115.1 (4.531)                   | 159.9 (6.295)                   | 180.8 (7.118)                   | 141.5 (5.571)                   | 164.8 (6.488)                   | 148.8 (5.858)                   | 1,485 (58.465)                  |
| 降雪量 cm （inch）                 | 249 (98)                        | 212 (83.5)                      | 129 (50.8)                      | 14 (5.5)                        | 0 (0)                           | 0 (0)                           | 0 (0)                           | 0 (0)                           | 0 (0)                           | 0 (0)                           | 49 (19.3)                       | 186 (73.2)                      | 838 (329.9)                     |
| 平均降水日数 （≥1.0 mm）           | 22.6                            | 19.0                            | 15.2                            | 10.9                            | 10.2                            | 8.7                             | 9.7                             | 10.9                            | 13.0                            | 14.8                            | 18.5                            | 22.7                            | 176.1                           |
| 平均月間日照時間                   | 33.0                            | 45.8                            | 102.7                           | 167.2                           | 180.7                           | 136.2                           | 112.8                           | 131.5                           | 148.6                           | 130.0                           | 70.3                            | 36.1                            | 1,294.7                         |
| 出典1：Japan Meteorological Agency |                                 |                                 |                                 |                                 |                                 |                                 |                                 |                                 |                                 |                                 |                                 |                                 |                                 |
| 出典2：気象庁                      |                                 |                                 |                                 |                                 |                                 |                                 |                                 |                                 |                                 |                                 |                                 |                                 |                                 |

## 町名の由来
アイヌ語の「クルマッナイ」（和人の女性の・沢）に由来する。かつて北海道に往来した和人は大半が男性で、アイヌにとって和人の女性が珍しかったことによるものとされる。
また俗説として、出稼ぎに行っていた漁夫をしたってきた妻女が付近の海で難破し、やむなくここにとどまっていたところであるため、とされる。

## 沿革
- 1815年（文化12年）：伊能忠敬、間宮林蔵の『蝦夷地沿海実測図』にクルマツナイ、クルマツナイ山などの地名が載る。
- 1871年（明治3年）：伊達邦成の家臣13戸が黒松内市街地に入り、また、斗南藩士24戸が作開に、山本玉吉他数戸が白炭にそれぞれ入植する（これが黒松内町の開基である）。
- 1909年（明治42年）：寿都郡黒松内村が二級村制を施行。
- 1915年（大正4年）：歌棄郡熱郛村が二級村制を施行。
- 1923年（大正12年）：寿都郡樽岸村が二級村制を施行。
- 1955年（昭和30年）1月15日：寿都郡黒松内村・樽岸村の一部（中ノ川地区）・歌棄郡熱郛村が合併し、寿都郡三和村（みわむら）が発足。これにより、歌棄郡が消滅。
- 1959年（昭和34年）1月 ：町制施行を行い、三和町となる。
- 1959年（昭和34年）5月 ：黒松内町に改称。
- 1998年（平成10年）：黒松内温泉開湯。
- 1999年（平成11年）8月27日：道の駅くろまつないオープン。
- 2009年（平成21年）11月7日：黒松内新道・黒松内JCT  - 黒松内IC間が開通。

## 行政
- 渡島総合振興局管内の山越郡長万部町と合併協議会を設置していたが、2004年（平成16年）12月に解散した。解散理由は合併後の町庁舎の設置について意見が分かれたこと、新自治体名の決定について意見が分かれたことなどである。なお、合併協議会では、2町の合併方式を新設合併、新町名を「長万部町」、新町役場は現・黒松内町役場とした上で、新町は後志支庁（現・後志総合振興局）所属とすることで合意していた[5]。

## 経済

### 立地企業
- インターファーム株式会社道南事業所 黒松内農場
- 黒松内銘水株式会社
- ニセコ食品（沢庵漬の製造）
- 株式会社CSKアグリコール (SCSKグループ)

### 農協
- ようてい農業協同組合（JAようてい）黒松内支所

### 金融機関
- 北海道信用金庫黒松内支店

### 郵便局
- 黒松内郵便局（集配局）
- 熱郛郵便局

### 宅配便
- ヤマト運輸：函館主管支店
  - 長万部センター（長万部町）
  - 北海道寿都センター（寿都町）
- 佐川急便：八雲営業所（八雲町）
- 日本通運：羊蹄支店（京極町）

## 公共機関

### 警察
- 寿都警察署[6]
  - 黒松内駐在所
  - 白井川駐在所

## 姉妹都市・提携都市
- 愛媛県西予市（旧野村町と提携）

## 地域
- 黒松内（黒松内町市街地）
- 熱郛
- 白井川
- 目名
- 旭野
- 西沢
- 白炭
- 北作開
- 南作開
- 大谷地
- チョポシナイ
- 中ノ川
- 歌才
- 丸山
- 五十嵐
- 月越
- 中里
- 豊幌
- 東栄
- 大成
- 西熱郛原野
- 婆沢
- 東川
- 赤井川

### 人口
| |                                          |  |
| 黒松内町と全国の年齢別人口分布（2005年） | 黒松内町の年齢・男女別人口分布（2005年） |  |
| ■紫色 ― 黒松内町 ■緑色 ― 日本全国 | ■青色 ― 男性 ■赤色 ― 女性                |  |
| 黒松内町（に相当する地域）の人口の推移 \| 1970年（昭和45年） \| 5,429人 \| \| \| 1975年（昭和50年） \| 4,692人 \| \| \| 1980年（昭和55年） \| 4,532人 \| \| \| 1985年（昭和60年） \| 4,214人 \| \| \| 1990年（平成2年） \| 3,927人 \| \| \| 1995年（平成7年） \| 3,875人 \| \| \| 2000年（平成12年） \| 3,608人 \| \| \| 2005年（平成17年） \| 3,457人 \| \| \| 2010年（平成22年） \| 3,250人 \| \| \| 2015年（平成27年） \| 3,082人 \| \| \| 2020年（令和2年） \| 2,791人 \| \| |                                          |  |
| 総務省統計局 国勢調査より |                                          |  |
| 1970年（昭和45年） | 5,429人                                  |  |
| 1975年（昭和50年） | 4,692人                                  |  |
| 1980年（昭和55年） | 4,532人                                  |  |
| 1985年（昭和60年） | 4,214人                                  |  |
| 1990年（平成2年） | 3,927人                                  |  |
| 1995年（平成7年） | 3,875人                                  |  |
| 2000年（平成12年） | 3,608人                                  |  |
| 2005年（平成17年） | 3,457人                                  |  |
| 2010年（平成22年） | 3,250人                                  |  |
| 2015年（平成27年） | 3,082人                                  |  |
| 2020年（令和2年） | 2,791人                                  |  |

### 消滅集落
2015年国勢調査によれば、以下の集落は調査時点で人口0人の消滅集落となっている。
- 黒松内町 - 字婆沢、字観音岱

### 教育
- 中学校
  - 黒松内、白井川
- 小学校
  - 黒松内、白井川
- 小中学校
  - 中ノ川（2007年3月に閉校）

## 交通

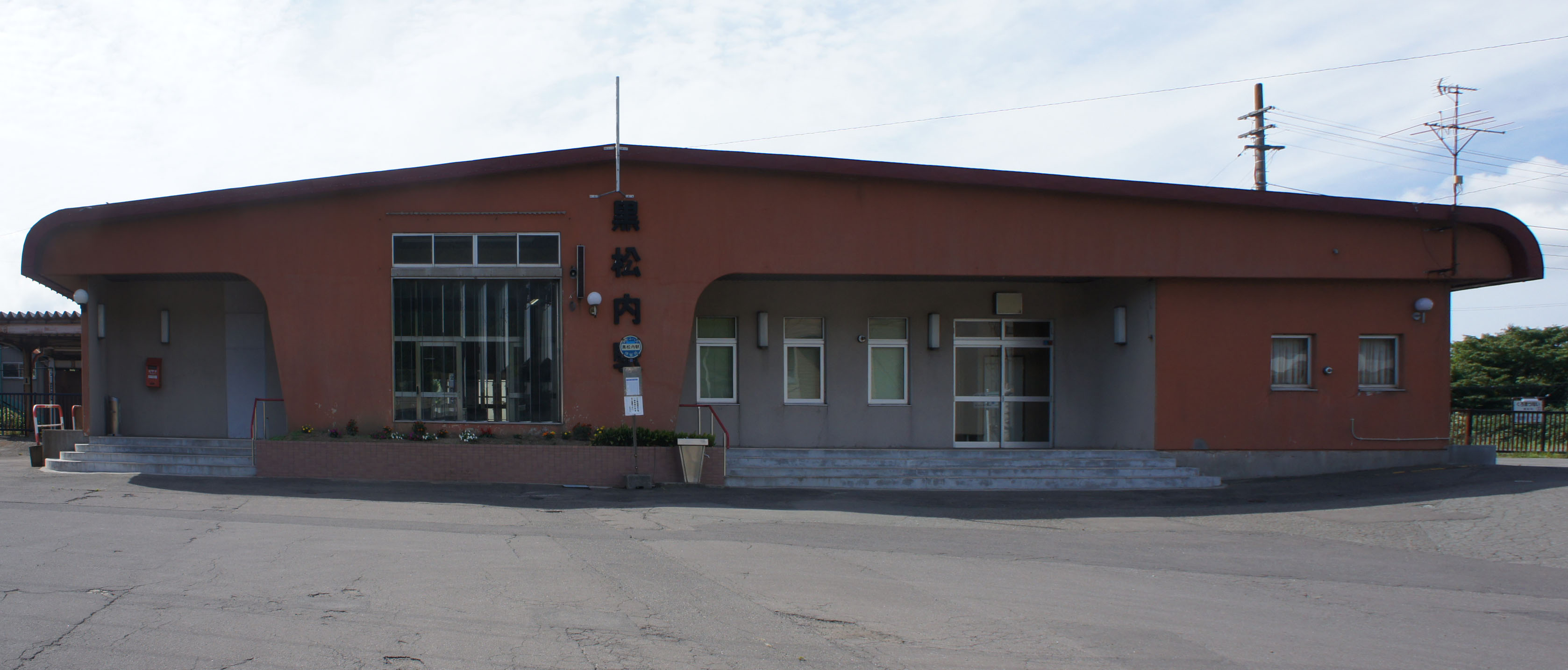
黒松内駅

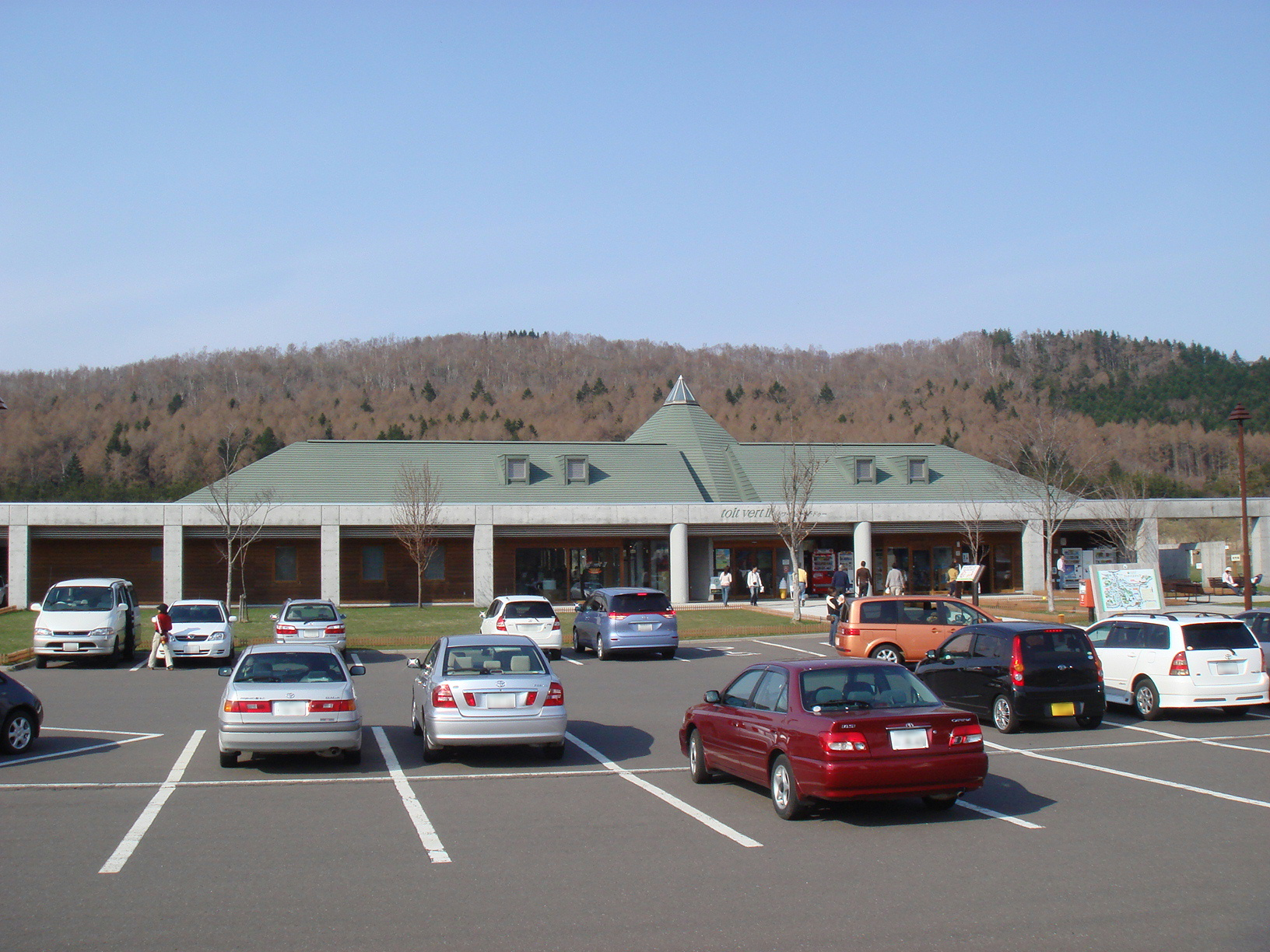
道の駅くろまつない

### 鉄道
北海道旅客鉄道（JR北海道）
- 函館本線：黒松内駅 - 熱郛駅

建設中の北海道新幹線新函館北斗 - 札幌間開業後は町内を経由する予定であるが、駅や信号場は設置されない。

#### かつて存在した鉄道
寿都鉄道（1972年5月11日廃止）
- 黒松内駅 - 中の川駅

### バス
- ニセコバス
  - 長万部町 - 黒松内町 - 寿都町

### 道路
- 高速道路
  - E5A 北海道横断自動車道（黒松内新道） :  黒松内JCT - 黒松内TB -  黒松内南IC -  黒松内IC
  - E5 道央自動車道 :  黒松内JCT
    - インターチェンジはない。
- 一般国道
  - 国道5号
  - 国道37号
  - 国道229号
- 道道
  - 北海道道9号寿都黒松内線
  - 北海道道265号熱郛白井川線
  - 北海道道266号大成黒松内停車場線
  - 北海道道344号白井川豊浦線
  - 北海道道523号美川黒松内線
- 道の駅
  - くろまつない

## 出身有名人
- 伊藤篤（トリノ五輪フリースタイルスキー・モーグル強化コーチ）
- 木村方一（北海道教育大学名誉教授・古生物学）
- 中嶋音路（俳人）
- 滝田一希（プロ野球選手）

## 名所・旧跡・観光スポット・祭事・催事

### 温泉
- 黒松内温泉

### 名所
- 歌才ブナ自生北限地帯 - 国の天然記念物
- 歌才自然の家
- 黒松内町ブナセンター
- 添別ブナ林
- 観音山 菩提院奥の院（北海道三十三観音霊場3番札所）

### 催事
- ビーフ天国

### 神社
- 大鳥神社
- 中ノ川神社
- 熱郛神社